# Пономарёва, Нина Аполлоновна
Нина Аполлоновна Пономарёва (27 апреля 1929, Смычка, Свердловская область, РСФСР, СССР — 18 августа или 19 августа 2016, Москва, Россия) — советская метательница диска, двукратная олимпийская чемпионка (1952 и 1960), восьмикратная чемпионка СССР, рекордсменка мира. Первая в истории СССР олимпийская чемпионка.

## Биография
Родилась в посёлке Смычка Свердловской области (ныне район города Нижний Тагил), где её родители находились в ссылке. Отец — Аполлон Васильевич — маляр-художник, впоследствии — участник Великой Отечественной войны. Мать — Анна Фёдоровна. В 1936 году семья обосновалась в городе Ессентуки Ставропольского края.
Работала продавщицей в продовольственном магазине и в большой спорт пришла, став третьей в комсомольском кроссе Спартакиады Промкооперации, разнарядка для участия в котором пришла в кооперативный продовольственный магазин города Ессентуки, где работала девятнадцатилетняя Нина. В 1948 году поступила в Ставропольский педагогический институт и начала серьёзно заниматься лёгкой атлетикой. Изначально пробовала свои силы в беговых дисциплинах, позже переквалифицировалась в метательницу диска.
В 1949 году стала бронзовым призёром чемпионата СССР, перебралась в Москву. На чемпионате СССР 1950 года завоевала серебряную медаль, в 1951 году с третьей попытки выиграла золотую медаль первенства СССР.
В 1952 году спортсменка отправилась на дебютные для команды СССР Олимпийские игры в Хельсинки. 20 июля на Олимпийском стадионе выиграла метание диска с новым олимпийским рекордом — 51,42 м. Это была первая золотая олимпийская медаль для СССР во всех видах спорта. На пьедестал вместе с ней поднялись ещё две советские метательницы диска — Елизавета Багрянцева (47,08 м) и Нина Думбадзе (46,29 м). Таким образом, Нина Ромашкова стала олимпийской чемпионкой всего за три года упорных тренировок, за что в зарубежной прессе получила звание «железной леди».
Сразу после Олимпийских игр на соревнованиях в Одессе спортсменка установила мировой рекорд, послав диск на 53 метра 61 сантиметр. С 1952 по 1956 годы, а потом и в 1958 и 1959 годах — чемпионка СССР.
В августе 1956 года приехала в Лондон на традиционный матч по легкой атлетике СССР — Великобритания. 29 августа 1956 года Пономареву, находившуюся в лондонском магазине на Оксфорд-стрит, обвинили в неуплате товара стоимостью в один фунт стерлингов и несколько шиллингов. 12 октября 1956 года состоялся суд в Лондоне, по итогам которого судья приняло сторону обвинения и заключила следующее: «Считаю, что интересы справедливости будут обеспечены, если я полностью освобожу обвиняемую с уплатой судебных издержек в сумме трех гиней (три фунта и три шиллинга)». После суда Пономарева выехала в СССР. После недолгого пребывания в Ленинграде и тренировочных выступлений на предолимпийских соревнованиях в Москве выехала в Мельбурн для участия в Олимпийских играх.

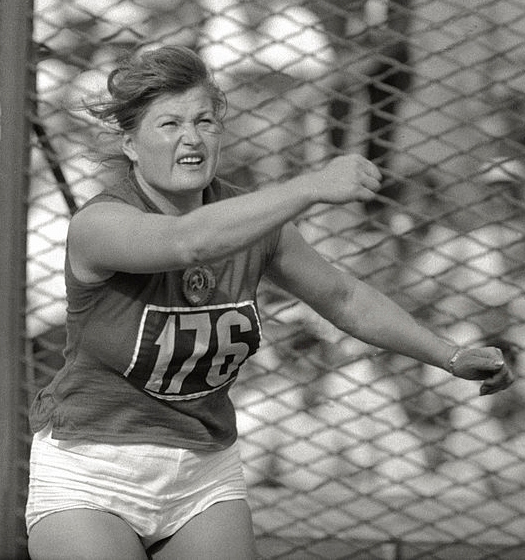
1960 год

На Олимпийских играх в Мельбурне (1956) она завоевала бронзовую награду: причиной неуверенного выступления послужила травма, полученная за день до финальных соревнований.
На своей третьей Олимпиаде — в Риме (1960) она вновь становится чемпионкой с новым олимпийским рекордом — 55 метров 10 сантиметров. На играх в Токио (1964) показала лишь 11-й результат.
В 1966 году она перешла на тренерскую работу, переехала в Киев, где тренировала юных легкоатлетов.
С 1998 года проживала в Москве. В 2013 году на Аллее славы ЦСКА был открыт её бронзовый бюст, а СДЮШОР ЦСКА по легкой атлетике присвоено её имя.
Написала книгу воспоминаний «Мой спортивный путь» (1963).
Умерла 18 или 19 августа 2016 года. Похоронена на Хованском кладбище Москвы. 26 сентября 2016 года ее прах был перезахоронен на мемориальном кладбище Министерства обороны РФ в Мытищах, таким образом, она стала первой спортсменкой, захороненной там. Перезахоронение состоялось по инициативе министра обороны России Сергея Шойгу.

## Семья
- Была дважды замужем. Первый муж — легкоатлет-молотобоец Ромашков, с которым прожила всего 14 дней. Развелась с ним после того, как узнала о его супружеской измене[15]. От второго брака с врачом Владимиром Гариным родила сына — Александра Гарина (род. 1954), фехтовальщик, тренер[16].

## Награды
- Орден Трудового Красного Знамени (27.04.1957) — «за успехи, достигнутые в деле развития массового физкультурного движения в стране, повышения мастерства советских спортсменов, и успешное выступление на международных соревнованиях»
- Орден «Знак Почёта» (16.09.1960) — за успешные выступления в XVII летних и VIII зимних Олимпийских играх 1960 года, а также за выдающиеся спортивные достижения[17]